# Aleksandr Frolov
Aleksandr Aleksandrovič Frolov (in russo Алекса́ндр Алекса́ндрович Фроло́в?; Mosca, 19 giugno 1982) è un hockeista su ghiaccio russo.

## Carriera

### Club
Dopo una carriera giovanile in Russia vissuta e giocata nelle principali squadre del paese, nel 2002 è approdato nelle file dei Los Angeles Kings dai quali era stato selezionato nel 2000 con la 20ª scelta assoluta del Draft della NHL.
Con il team californiano ha ottenuto i maggiori successi della propria carriera statunitense raggiungendo il proprio record personale di punti nella stagione 2006-2007 con 71 totali. Dopo una parentesi negativa con i New York Rangers, Aleksandr ha deciso di tornare a giocare in Europa.
Dal 2011 al 2013 ha giocato nella KHL con gli Avangard Omsk per poi passare al CSKA Mosca.

### Nazionale
Con la nazionale russa ha vinto una medaglia d'oro al Campionato mondiale di hockey su ghiaccio giocatosi a Berna in Svizzera nel 2009.
Sempre ai mondiali ha vinto una medaglia di bronzo nel 2007 e una d'argento nel 2010.

## Statistiche
| 1998–99    | Spartak Moscow        | RSL        | 1   | 0   | 0   | 0   | 0   | —  | — | — | — | —  |
| 1999–00    | Lokomotiv-2 Yaroslavl | RUS-3      | 36  | 27  | 13  | 40  | 30  | —  | — | — | — | —  |
| 2000–01    | Krylya Sovetov Moscow | RUS-2      | 44  | 20  | 19  | 39  | 8   | —  | — | — | — | —  |
| 2001–02    | Krylya Sovetov Moscow | RSL        | 43  | 17  | 13  | 30  | 16  | 3  | 1 | 0 | 1 | 0  |
| 2002–03    | Los Angeles Kings     | NHL        | 79  | 14  | 17  | 31  | 34  | —  | — | — | — | —  |
| 2003–04    | Los Angeles Kings     | NHL        | 77  | 24  | 24  | 48  | 8   | —  | — | — | — | —  |
| 2004–05    | CSKA Moscow           | RSL        | 42  | 20  | 17  | 37  | 10  | —  | — | — | — | —  |
| 2004–05    | Dynamo Moscow         | RSL        | 6   | 2   | 1   | 3   | 2   | 6  | 2 | 1 | 3 | 0  |
| 2005–06    | Los Angeles Kings     | NHL        | 69  | 21  | 33  | 54  | 40  | —  | — | — | — | —  |
| 2006–07    | Los Angeles Kings     | NHL        | 82  | 35  | 36  | 71  | 34  | —  | — | — | — | —  |
| 2007–08    | Los Angeles Kings     | NHL        | 71  | 23  | 44  | 67  | 22  | —  | — | — | — | —  |
| 2008–09    | Los Angeles Kings     | NHL        | 77  | 32  | 27  | 59  | 30  | —  | — | — | — | —  |
| 2009–10    | Los Angeles Kings     | NHL        | 81  | 19  | 32  | 51  | 26  | 6  | 1 | 3 | 4 | 0  |
| 2010–11    | New York Rangers      | NHL        | 43  | 7   | 9   | 16  | 8   | —  | — | — | — | —  |
| 2011–12    | Avangard Omsk         | KHL        | 54  | 12  | 12  | 24  | 16  | 21 | 2 | 2 | 4 | 10 |
| NHL totals | NHL totals            | NHL totals | 579 | 175 | 222 | 397 | 218 | 6  | 1 | 3 | 4 | 0  |

## Statistiche Internazionali
| Anno                | Team                | Evento              | Posizione           |    | GP | G  | A  | Pts | PIM |
| ------------------- | ------------------- | ------------------- | ------------------- | -- | -- | -- | -- | --- | --- |
| 2000                | Russia              | WJC18               | Argento             | 6  | 5  | 1  | 6  | 10  |     |
| 2002                | Russia              | WJC                 | Oro                 | 7  | 6  | 2  | 8  | 4   |     |
| 2003                | Russia              | WC                  | 5°                  | 7  | 3  | 2  | 5  | 6   |     |
| 2004                | Russia              | WCH                 | 5°                  | 4  | 0  | 2  | 2  | 2   |     |
| 2006                | Russia              | Oly                 | 4°                  | 6  | 0  | 1  | 1  | 0   |     |
| 2007                | Russia              | WC                  | Bronzo              | 9  | 5  | 6  | 11 | 0   |     |
| 2009                | Russia              | WC                  | Oro                 | 7  | 3  | 1  | 4  | 2   |     |
| 2010                | Russia              | WC                  | Argento             | 8  | 0  | 1  | 1  | 2   |     |
| Senior int'l totals | Senior int'l totals | Senior int'l totals | Senior int'l totals | 41 | 11 | 13 | 24 | 12  |     |

## Vita privata
Alexander Frolov ha avuto una relazione, dal 2011 al 2016, con la cantante Julija Načalova.